# Possession (Film)
Possession ist der vierte Spielfilm des polnischen Regisseurs Andrzej Żuławski. Er handelt vordergründig von einer Ehekrise im geteilten Berlin, bleibt aber  offen für Interpretationen. Der Body-Horror-Film wurde in Deutschland selten aufgeführt. In den USA war bis zur Veröffentlichung der DVD nur eine um 45 Minuten gekürzte Fassung erhältlich. In Großbritannien wurde der Film als Video Nasty betrachtet. Die FSK gab den Film ab 16 Jahren frei. 
Das deutsche Label Bildstörung veröffentlichte 2009 eine ungekürzte DVD mit einer Laufzeit von 119 Min. (25 B./Sek.)  
Im Frühjahr 2025 kam der Film in einer überarbeiteten 4K-Fassung, erstmals mit deutscher Synchronfassung, in den deutschen Verleih.

## Handlung
Mark und Anna leben mit ihrem Sohn Bob im geteilten Berlin der 1980er Jahre. Ihre Ehe ist am Ende. Mark, ein Ordnungsfanatiker und Kontrollfreak, der für einen Geheimdienst arbeitet, ist nur selten zu Hause. Anna hat sich ihm entfremdet. Immer wieder kommt es zu heftigen Auseinandersetzungen zwischen den beiden, unter denen vor allem das Kind leidet. Anna hat sich auf eine Affäre mit Heinrich eingelassen, einem Esoteriker, der sich für überlegen und unwiderstehlich hält. Als Mark von der Beziehung erfährt, verlässt er Anna, nur um nach einigen Wochen des Alkoholdeliriums wieder zu ihr zurückzukehren. Er muss jedoch feststellen, dass Anna den kleinen Bob vernachlässigt und die Wohnung in ein Chaos verwandelt hat. Sie verschwindet immer wieder und ist dann weder bei Heinrich noch bei ihrer Freundin Margit zu finden. Mark findet eine andere Frau, die seinen Vorstellungen eher entspricht: Bobs Lehrerin Helen, die Anna wie aus dem Gesicht geschnitten scheint. Da Mark annimmt, dass Anna noch einen zweiten Liebhaber hat, setzt er den Privatdetektiv Zimmermann auf sie an. Dessen Partner folgt Anna bis zu einer Altbauwohnung in Kreuzberg, direkt an der Mauer. Er dringt unter einem Vorwand in die Wohnung ein und entdeckt dort eine schleimige, tentakelbewehrte Kreatur, die offensichtlich von Anna versteckt und gepflegt wird.
Anna tötet den Mann und zerstückelt die Leiche. Zimmermann erleidet das gleiche Schicksal, als er seinem Partner nachspürt. Mark ahnt etwas und schickt auch Heinrich in die Altbauwohnung. Anna sticht mit einem Messer auf ihren Liebhaber ein. Er kann entkommen, ist aber schwer verwundet. Er trifft sich mit Mark, der die Gunst der Stunde nutzt, um Heinrich zu ermorden. Er lässt es wie einen Unfall aussehen. Anschließend sprengt er die verlassene Altbauwohnung – Anna ist bereits mit der Kreatur in die gemeinsame Wohnung zurückgekehrt und hat Margit getötet, die auf Bob aufpassen sollte. Mark will Anna helfen. Sie soll die Kreatur in Margits Wohnung verstecken. Mark entsorgt Margits Leiche und bringt Bob zu Helen. Am nächsten Tag wird Mark von seinen Auftraggebern kontaktiert, aber er will nichts mehr mit ihnen zu tun haben. Sie wissen jedoch über seine Taten Bescheid und wollen Anna verhaften. Durch eine spektakuläre Aktion verhilft Mark ihr zur Flucht, wird aber angeschossen. Er flieht, Anna folgt ihm mit der nun vollständig entwickelten Kreatur. Das Wesen ist ein Doppelgänger Marks. Anna und Mark sterben im Kugelhagel der Polizei bzw. begehen Selbstmord.
Dem Doppelgänger machen die Schüsse nichts aus. Er geht zu Helens Wohnung. Bevor sie ihn einlassen kann, erklingen Sirenen und ein Krieg scheint auszubrechen.

## Kritik
Das Lexikon des internationalen Films urteilte, die Produktion sei „ein höchst irritierendes, allenfalls fragmentarisch mit Handlung gefülltes Werk kafkaesker Dimension.“ Insbesondere das „aufopferungsvolle, an die physischen Grenzen gehende Spiel der beiden Hauptdarsteller, die unstete Kamera und die grotesken Spezialeffekte“ machten aber „aus dem absurden Gewalttheater nachhaltig bewegendes Kunstkino“.

## Auszeichnungen
- 1981: Filmfestspielen von Cannes Auszeichnung für Isabelle Adjani in der Kategorie Beste Schauspielerin, Nominierung von Andrzej Zulawski für die Goldene Palme
- 1981: Mostra Internacional de Cinema de São Paulo, Preis der Kritiker
- 1982: César für Isabelle Adjani als beste Schauspielerin
- 1983: Fantasporto Zuschauerpreis (Special Audience Jury Prize) für Andrzej Zulawski
- 1983: Fantasporto für Isabelle Adjani als beste Schauspielerin

## Trivia
Die Szenen mit dem Tentakelwesen spielen sich im Haus Sebastianstraße 87 ab, das noch nahezu unverändert existiert (Stand Februar 2020). Durch die Sebastianstraße verlief bis 1989 die Berliner Mauer. Nicht weit davon entfernt, Ecke Luckauer Straße/Oranienstraße spielt eine Szene im heutigen Restaurant „Stiege“.